# Akurio
Akurio (auch Akuriyó) ist eine karibische Sprache, die im Distrikt Sipaliwini in Suriname gesprochen wird. Die Sprache hat etwa 10, nur ältere, Sprecher. Die Mehrheit des Stammes spricht die nächstverwandte Sprache Tiriyó.
Akurio hat zehn Konsonanten und sieben Vokale.